# Westfälisches Glockenmuseum Gescher

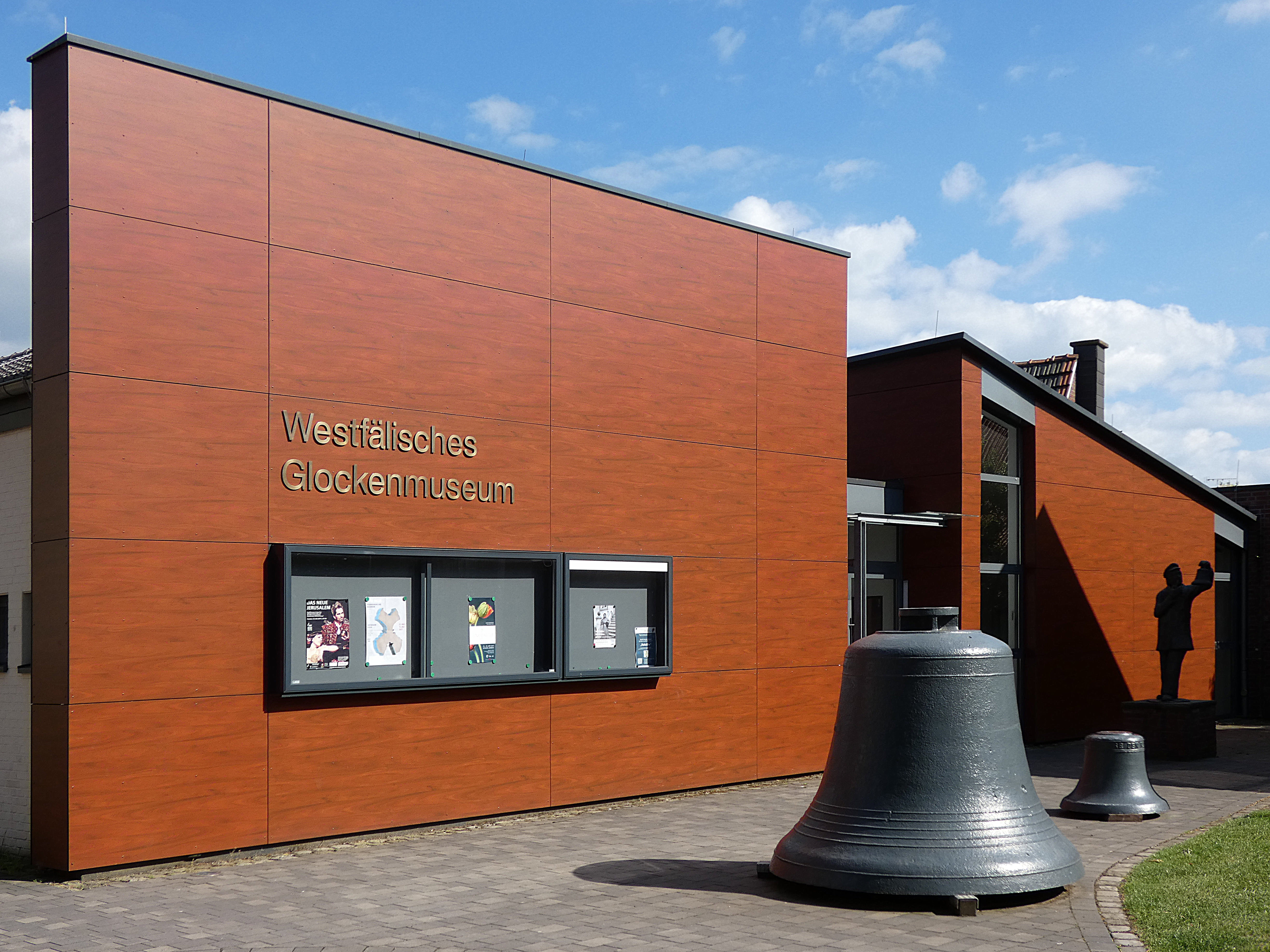
Glockenmuseum Gescher

Das Westfälische Glockenmuseum befindet sich in Gescher, einer Gemeinde des Kreises Borken im Regierungsbezirk Münster.

## Museum
Das Museum ist in einem denkmalgeschützten kleinen Haus untergebracht, welches im Jahr 1902 ursprünglich als Polizeiwache erbaut wurde. Gezeigt wird auf einer Fläche von etwa 465 m² eine rund 1.000 Stücke umfassende Schausammlung von Glocken, Glöckchen und Schellen, darunter zwei Glocken aus der Römerzeit. An einem originalgetreu nachgebauten Arbeitsplatz kann man sich die Tätigkeit eines Glockengießers vorstellen.
Das Museum besitzt, u. a. zu Demonstrationszwecken, eine eigene Gelbgießerei.
Im Jahr 2010 fand ein Umbau des Glockenmuseum statt bei dem eine große Ausstellungshalle und ein neuer Eingangsbereich angebaut wurden. Die Ausstellungsfläche konnte so nahezu verdoppelt werden.

## Deutsches Glockenmuseum e.V.
Unter dem Dach des Westfälischen Glockenmuseums ist auch die Vereinigung Deutsches Glockenmuseum e.V. zu finden. Sie entstand im Jahr 1984 und widmet sich auf nationaler und internationaler Ebene der campanologischen Forschung. Sie befasst sich mit wissenschaftlichen Untersuchungen zum Thema Glocke und stützt sich dabei unter anderem auf die inzwischen etwa 4000 Werke umfassende Spezialbibliothek. Vermittelt und ausgetauscht werden die Ergebnisse in einem jährlich stattfindenden Kolloquium sowie in dem seit 1989 erscheinenden Jahrbuch der Glockenkunde.
Museum und Vereinigung bezeichnen sich gegenseitig als Kooperationspartner.